# Afzalgarh
Afzalgarh és un municipi de l'Índia, al districte de Bijor, a Uttar Pradesh. Població (2001) 24.954 habitants (1881: 7797 habitants, 1901: 6474 habitants) de majoria musulmans.
Va agafar el seu nom d'un cap paixtu, el nawab Afzal Khan, que la fundar durant el breu domini afganès de l'Índia Superior (1748-1774). El seu fortí fou desmantellat després de la rebel·lió del sipais del 1857 i va restar en ruïnes.
El cotó de la zona és d'alta qualitat i el treballen els teixidors musulmans anomenats julahes (julaha).